# 유나미
유나미(兪那美, 1978년 1월 12일~)는 대한민국의 은퇴한 아티스틱스위밍 선수이자 배우이다.

## 학력
- 정신여자중학교 (졸업)
- 세화여자고등학교 (졸업)
- 고려대학교

## 출연 작품

### 영화
- 2012년 회사원 - 미스안(안내데스크) 역
- 2011년 블라인드 - 장후배 역
- 2010년 서서 자는 나무 - 강보영 역
- 2009년 10억 - 홍수연 역
- 2008년 가루지기 수중발레 - 장터 여인 역
- 2002년 몽정기 - 수중녀 2 역

## 수상
- 2000년 아시아 선수권 대회 싱크로듀엣 우승

## 경력
- 2004년 제28회 아테네올림픽 수영 국가대표
- 2000년 제27회 시드니올림픽 수영 국가대표